# Batalla de Al Tabqa
La batalla de Al Tabqa se refiere a una serie de enfrentamientos ocurridos entre el grupo terrorista Estado Islámico (también conocido como Daesh) y el Ejército Árabe Sirio en agosto de 2014, durante la guerra civil que asola a Siria. Tabqa era el último bastión de las fuerzas militares sirias en la gobernación de Raqa, que pasó a estar totalmente bajo el control del Estado Islámico.

## Desarrollo
Alrededor del 10 de agosto de 2014, Daesh comenzó a atacar continuamente la base aérea de Tabqa.
El 17 de agosto, la Fuerza Aérea Siria lanzó 26 ataques aéreos sobre la ciudad de Raqa y alrededor de al-Tabqa, matando al menos a 31 terroristas e hiriendo a decenas. Al menos 8 civiles murieron y 10 resultaron heridos.
Al mismo tiempo, el Ejército también ha lanzado un número igual de ataques aéreos en Deir Ez-Zor contra posiciones de Estado Islámico, con un número total de 40 ataques aéreos. Al siguiente día, la Fuerza Aérea Siria lanzó otros 20 ataques aéreos contra posiciones del Estado Islámico, uno de los cuales destruyó la planta de agua de la ciudad de Raqa, cortando el suministro de agua a la ciudad.
Según el reportero kuwaití Eliah J. Magnier, la las fuerzas aéreas utilizaron misiles guiados estadounidenses Intel contra sitios ocupados por el Estado Islámico. Según una fuente anónima, Estados Unidos y otro país occidental no identificado proporcionó al ejército sirio una lista de objetivos del Estado Islámico, adquiridas a través de vehículos aéreos no tripulados.
Mientras tanto, el Ejército envió refuerzos a la base aérea de Tabqa y reforzó sus fortificaciones dentro de la base aérea. También suministró su guarnición con grandes cantidades de municiones y alimentos.
En la noche del 19 de agosto, combates más duros todavía se produjeron en la base aérea de Tabqa con armamento pesado, así como alrededor de 15 ataques aéreos del gobierno a Tabqa. La banda Estado Islámico había capturado una serie de aldeas cercanas los días antes del ataque, obligando su asedio en la base.
El asalto comenzó con un doble atentado suicida cerca de la entrada a la base, seguido por un asalto terrestre a gran escala, que consistía en 200 combatientes, la mitad de los cuales eran extranjeros. A la mañana siguiente, los combates disminuyeron después de que la primera ola de asaltos no lograra romper la línea de defensa de la base, pero se inició una segunda ola por la tarde. Combatientes del Estado Islámico se encontraron con un campo de minas, intensos bombardeos y ataques aéreos a lo largo de los asaltos.
Según informes, las minas fueron plantadas como parte de una emboscada tendida por las Fuerzas especiales del Ejército sirio sobre la base, antes del movimientos de tropas del Estado Islámico en la zona. La batalla por la base continuó hasta la mañana del 22 de agosto, cuando Estado Islámico logró capturar el  puesto de control de al-Tayara cerca de la base aérea, pero no logró entrar en la base en sí.
La base aérea fue reforzada con tropas adicionales en avión durante la noche mientras aún había enfrentamientos.
El Observatorio Sirio de Derechos Humanos informó de que no más de 70 combatientes de Estado Islámico murieron los dos días anteriores. De acuerdo con el canal de televisión libanés, Al-Mayadeen, más de 150 combatientes de Estado Islámico murieron en la emboscada cerca de la base, mientras que el medio Al Masdar informó de que más de 200 combatientes de Estado Islámico murieron en los dos días anteriores, incluido el tunecino Umar Abdel-Rahman (comandante de campo de Estado Islámico). De acuerdo con al Masdar, 14 soldados murieron y otros 29 resultaron heridos entre el 18 y el 22 de agosto.
En la tarde del 22 de agosto, Estado Islámico lanzó un tercer intento de conquistar la base, después de que llegaran refuerzos militantes, empezando por un atentado suicida contra la puerta del aeropuerto. [18]
El ataque fue repelido, mientras que los ataques aéreos también alcanzaron posiciones de Estado Islámico en el cercano ciudad de Tabqa. [19]
De acuerdo con al-Masdar, una brigada del Ejército sirio capturó la carretera M-42 que conduce a la ciudad de Salamíe (Gobernación de Hama) y terminó el asedio de Estado Islámico en la base aérea de Tabqa. [20]
El 24 de agosto, los combatientes de Estado Islámico tomaron el control de grandes partes de la base aérea de Tabqa. [21]
Este ataque se produjo cuando el ejército ya se retiraba de la base a la zona Ithriya, dejando una pequeña guarnición atrás. La base fue capturada ese día. De acuerdo con Elías J. Magnier, terroristas de Estado Islámico destruyeron un avión de combate MiG-21, mientras que de otros 15 MiG-21 y los helicópteros fueron evacuadas de la base.
El OSDH también confirmó todos los aviones militares se evacuaron de la base durante el retiro. En cambio, según Charles Lister (del Brookings Doha Center), Estado Islámico capturó varios MiG-21B, SA-16 MANPADS y AIM-9 Sidewinder en la base, pero señaló que no estaba claro si eran aviones operativos.
En el asalto final murieron 170 soldados, mientras que desde el inicio de la batalla murieron 195 soldados del ejército y 346 de Estado Islámico. El número de soldados muertos fue actualizado a 200.
Otros 150 soldados habrían sido capturados, mientras que 700 soldados lograron retirarse.
Al día siguiente, aviones de combate lanzaron siete ataques aéreos en los alrededores de la base aérea.
De acuerdo con el Observatorio Sirio de Derechos Humanos, miembros de Estado Islámico capturaron la cercana granja de Al Ajrawi. También informó que Estado Islámico impidió a los vehículos entrar y salir de la provincia de Al Raqa, con el miedo de los soldados sirios de ser transportados fuera de la provincia.
El 27 de agosto, Estado Islámico capturó a más de 20 soldados en los campos de cultivo de Tabqa, mientras 27 soldados y 8 terroristas de Estado Islámico murieron en combates en el puesto de control Athraya. 60 soldados que estaban escondidos cerca de la zona de Athraya lograron llegar a Salamíe.
El 28 de agosto, aviones de combate sirios lanzaron un ataque preciso en un cuartel general que se encuentra en la ciudad de Mohasan, durante una reunión entre líderes militares y jueces de la sharia. El ataque tuvo como resultado la muerte de la mayoría de los líderes que se encontraban en el interior (un total de seis personas), mientras que los demás resultaron heridos.
Otro ataque aéreo se produjo el mismo día contra un campamento cerca de la presa de Baath, matando e hiriendo a decenas de insurgentes.
Según el OSDH, entre el 27 y 28 de agosto de 2014, Estado Islámico ejecutó a 160 soldados sirios.